# Coldplay Live 2003
| 전문가 평가          | 전문가 평가 |
| 평가 점수            | 평가 점수   |
| 출처                 | 점수        |
| -------------------- | ----------- |
| AllMusic             | [ 1 ]       |
| Entertainment Weekly | B           |
| NME                  | (9/10)      |
| Pitchfork Media      | (6.0/10)    |
| Rolling Stone        | [ 5 ]       |

《Coldplay Live 2003》은 2003년 11월에 처음 발매된 영국의 록 밴드 콜드플레이의 라이브/비디오 음반이다. 이 음반은 2003년 7월 21일과 22일 호주 시드니 호데른 파빌리온에서 촬영된 콘서트를 담고 있다.
제47회 그래미 어워드에서 베스트 롱 폼 뮤직 비디오 후보에 올랐다.
이 음반의 독점 곡인 〈Moses〉는 크리스 마틴의 전 아내인 귀네스 팰트로에 대해 썼다. 이 노래는 2006년에 태어난 마틴과 팰트로의 둘째 아이인 모세 브루스 앤서니 마틴의 이름에 영감을 주었다. 이 노래는 2003년 10월 6일 이 음반의 유일한 싱글로 미국 대체 라디오에 요청되었다. 〈Clocks〉의 라이브 녹음은 멕시코와 스페인 같은 일부 국가에서 작은 홍보용 라디오를 발매했다.
이 음반은 2001년의 《Trouble – Norwegian Live EP》에 이어 밴드의 두 번째 라이브 음반이다.